# Hum (Pešter)
Hum (srp. Хум) je planina na granici Srbije i Crne Gore, između gradova Sjenice i Rožaja, na istočnom rubu Pešterske visoravni. Njegov najviši vrh Krstača ima 1756 m.n.v.